# 松枝義幸
松枝 義幸（まつえだ よしゆき、1962年1月10日 - ）は、競輪選手。日本競輪選手会岡山支部に所属。

## 経歴
日本競輪学校第47期生。師匠は松本信雄。ホームバンクは玉野競輪場。1981年4月25日、熊本競輪場でデビューし2着。初勝利は翌4月26日の同場。
1984年、世界選手権・プロスプリントに出場。翌1985年の同大会もプロスプリントに出場した。準決勝で前年2位のオクタヴィオ・ダザン（イタリア）をストレートで下し、決勝では同種目9連覇をかけた中野浩一と対戦。1、2本目と果敢に逃げの策に出たが、いずれも中野に直線追い込まれ敗戦。しかしながら同種目の銀メダルを獲得。また当時、同種目における中野の後継者とも謳われ、将来を大いに期待された。
ところが、1986年の日本選手権競輪（平塚競輪場）準決勝戦で落車。大腿突起骨折の重傷を負った。この怪我のため、一時は現役復帰さえも危ぶまれたが、同年後半に復帰する。しかしながら、その後しばらくは怪我の後遺症の影響が大きく、特別競輪での活躍は見られなかった。
しかし、戦法を追い込みにチェンジした1990年あたりから、世界選手権当時の切れ味が戻り、同年の日本選手権競輪（平塚、7着）、オールスター競輪（宇都宮競輪場、7着）、競輪王戦（6着）において決勝進出。1991年の競輪王戦では、優勝の小橋正義とワンツーフィニッシュを決め2着に入った。
2012年1月5日、選手登録削除。通算成績2333戦302勝。

## エピソード
- 下記の内外タイムスの記事に述べられているが、デビュー後しばらくは、突っ張り先行を主体としながらも、他選手に捲られたときには、その選手の後位に飛びついて番手に入り込むといったプレーも度々見せるなど、ファイト溢れる競走スタイルに特徴があった。しかしそうしたプレーが逆に災いする形で落車、失格も少なくなく、上述の1986年の日本選手権競輪までは特別競輪においても、初戦で落車負傷して帰郷するケースが何度かあった。もっとも、その後も特別競輪等で、度々落車、失格するケースは見られたが、自身が身上としていた、強引とも思えるような飛びつきプレーはできなくなっていった。